# Parafia św. Elżbiety Węgierskiej i bł. Anastazego Pankiewicza w Łodzi
Parafia św. Elżbiety Węgierskiej i bł. Anastazego Pankiewicza w Łodzi – rzymskokatolicka parafia w dekanacie Łódź-Stoki archidiecezji łódzkiej. Leży w północno-wschodniej części miasta, z siedzibą przy ulicy Błogosławionego Anastazego Pankiewicza 15 (do 14 marca 2007 przy ul. Spornej 71/73, kiedy to na wniosek proboszcza, o. Metodego Kornackiego, potwierdzony wolą parafian w postaci ponad 500 podpisów, Rada Miasta Łodzi zmieniła nazwę odcinka ulicy Spornej, przy którym znajduje się kościół i klasztor na nazwę obecną, upamiętniająca pierwszego łódzkiego męczennika).

## Historia
Parafia erygowana 20 listopada 1974 przez biskupa Józefa Rozwadowskiego. Przy kościele znajduje się klasztor Ojców Bernardynów oraz prowadzone przez nich katolickie liceum ogólnokształcące i gimnazjum.

## Kościół parafialny
Budowę kościoła rozpoczęto w 1932, z inicjatywy o. Anastazego Pankiewicza OFM. Autorem modernistycznego projektu kościoła był architekt Wiesław Lisowski. Świątynię poświęcił 30 października 1932 biskup Wincenty Tymieniecki. 
Podczas II wojny światowej Niemcy ze świątyni zrobili magazyn i stajnię dla koni, dlatego też w 1945 kościół został poświęcony po raz drugi.

## Grupy parafialne
Akcja Katolicka, asysta, Baldachimiarze, Caritas, Duszpasterstwo Rodzin, Franciszkański Zakon Świeckich, Grupa Modlitwy Ojca Pio, ministranci, Oaza Żywego Kościoła, Ruch Kultury Chrześcijańskiej Odrodzenie, Rycerstwo Niepokalanej, Żywy Różaniec

## Zasięg parafii
Do parafii należą wierni z Łodzi mieszkający przy ulicach: Boya Żeleńskiego, Brackiej (numery nieparzyste 25-55), Mieczysława Brauna, Brzeskiej, Chryzantem, Czeremoskiej, Wojciecha Głowackiego, Harcerskiej, Karola Libelta, Łomnickiej, Tadeusza Mostowskiego 1, Nowopolskiej, Oblęgorskiej, Obrońców Westerplatte (numery 6 a i 7), Organizacji WIN (numery nieparzyste 27-81), Oświatowej, Błogosławionego Anastazego Pankiewicza, Emilii Plater (numery nieparzyste 1-15/19), Popularnej, Produkcyjnej, Przemysłowej (numery 1-28), Reja, Setnej, Smutnej (numery parzyste), Spornej (72-78 i 79-89), Starosikawskiej, Stanisława Staszica, Strykowskiej (numery 20-47), Majora Henryka Sucharskiego, ks. Piotra Ściegiennego, Widok (numery parzyste), Wojska Polskiego (numery parzyste 82-188 i nieparzyste 81-185), Zmiennej.